# كريستوس أبوستوليديس
كريستوس أبوستوليديس (باليونانية: Χρίστος Αποστολίδης)‏ هو لاعب كرة قدم يوناني في مركز نصف الجناح، ولد في 1952. لعب مع إثنيكوس.